# Fire Garden
Fire Garden — четвёртый студийный альбом американского рок-музыканта, гитариста-виртуоза Стива Вая, выпущенный в сентябре 1996 года на лейбле Epic Records.
Диск разделён на две «фазы». «Фаза I» состоит из девяти инструментальных произведений (за исключением реверсного вокала Дэвида Таунсенда на «Whookam» и небольших вокальных вставок в конце «Fire Garden Suite»). Остальная часть альбома — «Фаза 2», содержит вокал Вая в каждой песне, кроме «Warm Regards», которая является инструменталом.
Fire Garden был задуман как двойной альбом, но во время записи Стив узнал о новом 80-минутном CD формате (вместо стандартного 74-минутного), в итоге обе стороны поместились на один компакт-диск.
«Dyin’ Day» была написана в соавторстве Оззи Осборном во время сессий для его пластинки Ozzmosis, которая была выпущена в 1995 году. Ещё одна песня сочиненная Осборном и Ваем — «My Little Man», в итоге появилась на Ozzmosis.

## Список композиций
Все песни написаны Стивом Ваем, за исключением отмеченных.

### Фаза I
1. «There’s a Fire in the House» — 5:26
2. «The Crying Machine» — 4:51
3. «Dyin’ Day» (Стив Вай, Оззи Осборн) — 4:29
4. «Whookam» — 0:37
5. «Blowfish» — 4:03
6. «The Mysterious Murder of Christian Tiera’s Lover» — 1:01
7. «Hand on Heart» — 5:27
8. «Bangkok» (Бенни Андерсон, Бьорн Ульвеус, Тим Райс) — 2:47
9. «Fire Garden Suite» — 9:56
«Bull Whip»
«Pusa Road»
«Angel Food»
«Taurus Bulba»

### Фаза II
1. «Deepness» — 0:48
2. «Little Alligator» — 6:12
3. «All About Eve» — 4:28
4. «Aching Hunger» — 4:45
5. «Brother» — 5:04
6. «Damn You» — 4:31
7. «When I Was a Little Boy» — 1:20
8. «Genocide» — 4:10
9. «Warm Regards» — 4:06

## Участники записи
- Steve Vai — всё остальное, за исключением указанных случаев
- Devin Townsend — вокал (трек 4)
- Will Riley — клавишные (трек 14)
- John Avila — бас-гитара (трек 2)
- Stu Hamm — бас-гитара (трек 3)
- Fabrizio Gossi — бас-гитара (трек 14)
- Chris Frazier — ударные (трек 1)
- Greg Bissonette — ударные (трек 2)
- Deen Castronovo — ударные (track 3, 5, 7, 11, 12 & 15)
- Mike Mangini — ударные (треки 8 и 9)
- Robin Dimaggio — ударные (трек 14)
- C.C. White — бэк-вокал (треки 12 и 17)
- Tracee Lewis — бэк-вокал (треки 12 и 17)
- Miroslava Mendoza Escriba — бэк-вокал (трек 12 и 17)
- Kimberly Evans — бэк-вокал (треки 12 и 17)
- John (Gash) Sombrotto — бэк-вокал (трек 17)
- Mark McCrite — бэк-вокал (трек 17)
- Jim Altan — бэк-вокал (трек 17)